# Chabab Riadi Baladiat Baraki
 (août 2023).
Si vous disposez d'ouvrages ou d'articles de référence ou si vous connaissez des sites web de qualité traitant du thème abordé ici, merci de compléter l'article en donnant les références utiles à sa vérifiabilité et en les liant à la section « Notes et références ».
Maillots
Actualités
Le Chabab Riadi Baladiat Baraki est un club omnisports algerien basé à Baraki, Il est particulièrement connu pour sa section de handball, objet de cet article.
En 2004, le club redémarre sa participation à la compétition et réalise l'accession en première division « Excellence » lors de la saison 2007-2008.

## Palmarès
Compétitions nationales
- Championnat d'Algérie
  - Vice-champion : 2014, 2022.

- Coupe d'Algérie (1)
  - Vainqueur : 2015.
  - Finaliste : 2008, 2016[2].

Compétitions internationales
- Coupe arabe des clubs vainqueurs de coupe
  - 4e place : 2017.

Juniors et jeunes
- Coupe d'Algérie de handball des moins de 21 ans (U21)
  - Vainqueur : 2018[3].
- Championnat d'Algérie de handball des moins de 21 ans (U21)
  - Vice-champion : 2015.

- Coupe d'Algérie de handball des moins de 19 ans (U19)
  - Vainqueur : 2017[4].

## Bilan saison par saison
| Saison    | Niveau         | Championnat | Coupe      | International               |
| --------- | -------------- | ----------- | ---------- | --------------------------- |
| 2007/2008 | D1 (2)         | 1er (promu) | Finaliste  | -                           |
| 2008/2009 | Excellence (1) | -           | -          | -                           |
| 2009/2010 | Excellence (1) | -           | -          | -                           |
| 2010/2011 | Excellence (1) | -           | -          | -                           |
| 2011/2012 | Excellence (1) | -           | -          | -                           |
| 2012/2013 | Excellence (1) | -           | -          | -                           |
| 2013/2014 | Excellence (1) | 2e          | -          | -                           |
| 2014/2015 | Excellence (1) | ?e          | Vainqueur  | -                           |
| 2015/2016 | Excellence (1) | ?e          | Finaliste  | -                           |
| 2016/2017 | Excellence (1) | ?e          | ?          | Coupe des coupes arabe : 4e |
| 2017/2018 | Excellence (1) | 5e          | 1/4 finale | -                           |
| 2018/2019 | Excellence (1) | 4e          | 1/2 finale | -                           |
| 2019/2020 | Excellence (1) | en cours    | -          | -                           |
| 2022/2022 | Excellence (1) | 2e          | -          | -                           |

## Personnalités liées au club

### Entraîneurs
- Kamel Madoun
- Abdelkrim Bechkour

### Présidents
- Mohamed Bouguerzi